# 4164 Shilov
A 4164 Shilov (ideiglenes jelöléssel 1969 UR) a Naprendszer kisbolygóövében található aszteroida. Ljudmila Ivanovna Csernih fedezte fel 1969. október 16-án.